# Lipophaga schultzei
Espèce
Synonymes
- Pseudoblossia schultzei Kraepelin, 1908

Lipophaga schultzei est une espèce de solifuges de la famille des Gylippidae.

## Distribution
Cette espèce est endémique d'Afrique du Sud.

## Description
Le mâle décrit par Roewer en 1933 mesure 17 mm et la femelle 22 mm.

## Étymologie
Cette espèce est nommée en l'honneur de Leonhard Sigmund Schultze (1872-1955).

## Publication originale
- Kraepelin, 1908 : Skorpione und Solifugen. Zoologische und anthropologische Ergebnisse e Forschungsreise in Sudafrika. Denkschriften der Medicinisch-naturwissenschaftlichen Gesellschaft zu Jena, vol. 13, p. 247-282 (texte intégral).